# Tati Penna
Constanza Bernardita Penna Brüggemann, más conocida como Tati Penna (Concepción, 26 de febrero de 1960-Santiago, 14 de abril de 2021), fue una cantante, periodista, locutora de radio y presentadora de televisión chilena. Destacada en diversas áreas de las comunicaciones, se le considera una de las primeras mujeres abiertamente feministas en la televisión chilena.

## Carrera musical
Penna estudió canto con la profesora Claudia Berger en los inicios de su carrera. En 1979 se inició como cantante en el grupo Abril. Con este conjunto se presentó en el Festival de Viña del Mar en 1982, mismo año en que publicaron el disco Abril.
En 1984, tras la disolución de Abril, siguió con su carrera como solista, frecuentando el círculo del Café del Cerro, y grabó el disco Tati Penna en 1988, con temas compuestos por ella. También colaboró en el disco Voces sin fronteras, realizado en el marco de la visita de Juan Pablo II a Chile en 1987, donde grabó la canción «La verdad» junto a Roque Narvaja.
En 1988 grabó la canción «No lo quiero No, No» para la campaña del No en el plebiscito nacional, junto a Cecilia Echeñique, Isabel, Javiera y Tita Parra. También se presentó en el cierre de la campaña el 1 de octubre de ese año, en un multitudinario acto realizado en la carretera Panamericana Sur. Años después tuvo una breve aparición en la película No (2012) de Pablo Larraín, donde recreó su participación en la campaña junto a otras figuras de la época.
Desde la década de 1990 Penna pospuso su carrera musical en favor de su trabajo en medios de comunicación, aunque posteriormente grabó dos discos, incluyendo uno de tango publicado en 2002 bajo el sello Macondo.

## Carrera periodística
Estudió periodismo en la Pontificia Universidad Católica de Chile. Trabajó en las revistas Clan y Pluma y Pincel, en Radio Carrera y en la Corporación de Estudios para Latinoamérica (Cieplan).
En julio de 1990 asumió la conducción de Canal 11 al despertar en la estación televisiva de la Universidad de Chile, en reemplazo de la periodista Susana Horno. Posteriormente se encargó de conducir el matinal de ese canal, junto a Juan La Rivera y Felipe Camiroaga. Penna y Camiroaga fueron luego contratados por Televisión Nacional de Chile (TVN), donde se convirtieron en los primeros presentadores del matinal Buenos días a todos en 1992.
En 1993 retornó a Canal 11, en aquel entonces denominado como RTU y después convertido en Chilevisión, donde trabajó como periodista y conductora de diversos programas, entre los que se cuentan Embrujada (o Los 12 del Zodíaco), Línea de fuego, La guerra de los sexos, De vez en cuando la vida, Nada personal, Escrúpulos y Fuego cruzado. En 1993, Escrúpulos ganó un premio Apes en la categoría de «mejor programa de conversación o debate», mientras que Penna recibió el Apes a la «mejor animadora» en 1998.
En 2002 regresó a TVN para presentar el programa Con mucho cariño, un talk show transmitido durante la época del Mundial de Fútbol, en el que volvió a colaborar con Felipe Camiroaga, además de Myriam Hernández y Mauricio Bustamante. En 2006 participó como defensora en Chile elige y en el 2008 fue defensora de Violeta Parra en el programa Grandes chilenos, conducido por la periodista Consuelo Saavedra. También en 2009 participó como jurado en el programa Todos a coro conducido por Rafael Araneda y Karen Doggenweiler. Su último trabajo en televisión fue la conducción de Sin Dios ni late entre abril de 2011 y febrero de 2012.
En prensa escrita, realizó múltiples entrevistas en el semanario Siete+7. Además, ejerció la labor docente en la Universidad Andrés Bello.
Fue elegida como la mujer más destacada de 2001 por ciudadanos que emitieron su voto en el portal web del Ministerio Secretaría General de Gobierno. De este modo, recibió un premio entregado por la Intendencia de Santiago de Chile, la División de Organizaciones Sociales, el Servicio Nacional de la Mujer y la Embajada de Francia.
En noviembre de 2014 ingresó a trabajar al Consejo Nacional de Televisión para cumplir labores de relacionadora pública. Posteriormente, en 2016, asumió el rol de encargada de gestión y administración del Departamento de Fomento Audiovisual. Fue despedida en septiembre de 2018, cuando presidía el Consejo Catalina Parot, dando como motivo las excesivas licencias médicas que Penna pidió, debido a la esclerosis múltiple que padecía.

## Vida personal
Contrajo matrimonio con el músico y empresario Jaime de Aguirre, con quien tuvo dos hijos, Constanza y Santiago. Posteriormente se casó con el músico Claudio Nicholls.

## Muerte
En 2014 fue diagnosticada con esclerosis múltiple, lo que la alejó de los medios de comunicación. A esa enfermedad se le sumó un cáncer de tórax, diagnosticado a inicios de 2021, lo cual le provocó la muerte el 14 de abril de 2021.

## Discografía

### Con Abril
- Abril (1982)

### Solista
- Tati Penna (1988)
- Tangos (2002)
- Sofá (2015)

#### Colaboraciones
- Voces sin fronteras (1987)
- Chile, la alegría ya viene (1988)

## Filmografía

### Televisión
| Año       | Programa                    | Rol          | Canal                      |
| --------- | --------------------------- | ------------ | -------------------------- |
| 1990-1991 | Canal 11 al despertar       | Presentadora | Canal 11 U. De Chile / RTU |
| 1991      | Matinal 91                  | Presentadora | Canal 11 U. De Chile / RTU |
| 1992      | Buenos días a todos         | Presentadora | TVN                        |
| 1992-1997 | Embrujada                   | Presentadora | Chilevisión                |
| 1992      | Línea de fuego              | Presentadora | Chilevisión                |
| 1993-2001 | Escrúpulos                  | Presentadora | Chilevisión                |
| 1994      | Nada personal               | Presentadora | Chilevisión                |
| 1996-1998 | La guerra de los sexos      | Presentadora | Chilevisión                |
| 1997      | Fuego cruzado               | Presentadora | Chilevisión                |
| 2000      | De vez en cuando... la vida | Presentadora | Chilevisión                |
| 2002-2003 | Con mucho cariño            | Presentadora | TVN                        |
| 2006      | Chile elige                 | Panelista    | TVN                        |
| 2008      | Grandes chilenos            | Panelista    | TVN                        |
| 2009      | Todos a coro                | Jueza        | TVN                        |
| 2011      | Festival del Huaso de Olmué | Jueza        | Chilevisión                |
| 2011-2012 | Sin Dios ni late            | Presentadora | Zona Latina                |
| 2012-2013 | Mentiras verdaderas         | Panelista    | La Red                     |